# Фолл-Рівер-Міллс (Каліфорнія)
Фолл-Рівер-Міллс (англ. Fall River Mills) — переписна місцевість (CDP) в США, в окрузі Шаста штату Каліфорнія. Населення — 616 осіб (2020).

## Географія
Фолл-Рівер-Міллс розташований за координатами 41°0′26″ пн. ш. 121°26′28″ зх. д. / 41.00722° пн. ш. 121.44111° зх. д. (41.007241, -121.441134).  За даними Бюро перепису населення США в 2010 році переписна місцевість мала площу 7,13 км², з яких 6,72 км² — суходіл та 0,41 км² — водойми.

## Демографія
Згідно з переписом 2010 року, у переписній місцевості мешкали 573 особи в 228 домогосподарствах у складі 132 родин. Густота населення становила 80 осіб/км².  Було 280 помешкань (39/км²).
Расовий склад населення:
| - 78,5 % — білих - 5,2 % — корінних американців - 0,5 % — азіатів - 0,3 % — вихідців з тихоокеанських островів - 9,8 % — осіб інших рас |

До двох чи більше рас належало 5,6 %. Частка іспаномовних становила 18,3 % від усіх жителів.
За віковим діапазоном населення розподілялося таким чином: 24,4 % — особи молодші 18 років, 54,1 % — особи у віці 18—64 років, 21,5 % — особи у віці 65 років та старші. Медіана віку мешканця становила 41,8 року. На 100 осіб жіночої статі у переписній місцевості припадало 96,2 чоловіків;  на 100 жінок у віці від 18 років та старших — 86,6 чоловіків також старших 18 років.
Середній дохід на одне домашнє господарство  становив 35 892 долари США (медіана — 31 367), а середній дохід на одну сім'ю — 39 884 долари (медіана — 32 650). За межею бідності перебувало 20,1 % осіб, у тому числі 18,2 % дітей у віці до 18 років та 0,0 % осіб у віці 65 років та старших.
Цивільне працевлаштоване населення становило 73 особи. Основні галузі зайнятості: мистецтво, розваги та відпочинок — 39,7 %, будівництво — 30,1 %, публічна адміністрація — 15,1 %, виробництво — 15,1 %.